# Faun-Ardèche Classic 2023
23. ročník jednodenního cyklistického závodu Faun-Ardèche Classic se konal 25. února 2023 ve francouzském departementu Ardèche. Vítězem se stal Francouz Julian Alaphilippe z týmu Soudal–Quick-Step. Na druhém a třetím místě se umístili Francouz David Gaudu (Groupama–FDJ) a Dán Mattias Skjelmose Jensen (Trek–Segafredo). Závod byl součástí UCI ProSeries 2023 na úrovni 1.Pro.

## Týmy
Závodu se zúčastnilo 13 z 18 UCI WorldTeamů, 6 UCI ProTeamů a 2 UCI Continental týmy. Každý tým přijel se sedmi závodníky kromě týmů AG2R Citroën Team, Astana Qazaqstan Team, Intermarché–Circus–Wanty, Team Jayco–AlUla, Trek–Segafredo, Uno-X Pro Cycling Team a UAE Team Emirates s šesti jezdci a Israel–Premier Tech s pěti jezdci. Na start se tak postavilo 138 jezdců. Do cíle v Guilherand-Granges dojelo 106 z nich.
UCI WorldTeamy
- AG2R Citroën Team
- Arkéa–Samsic
- Astana Qazaqstan Team
- Bora–Hansgrohe
- Cofidis
- EF Education–EasyPost
- Groupama–FDJ
- Intermarché–Circus–Wanty
- Soudal–Quick-Step
- Team DSM
- Team Jayco–AlUla
- Trek–Segafredo
- UAE Team Emirates

UCI ProTeamy
- Bingoal WB
- Israel–Premier Tech
- Lotto–Dstny
- Team TotalEnergies
- Tudor Pro Cycling Team
- Uno-X Pro Cycling Team

UCI Continental týmy
- CIC U Nantes Atlantique
- St. Michel–Mavic–Auber93

## Výsledky
| Pořadí | Jezdec                         | Tým                      | Čas        |
| ------ | ------------------------------ | ------------------------ | ---------- |
| 1      | Julian Alaphilippe (FRA)       | Soudal–Quick-Step        | 4h 22' 50" |
| 2      | David Gaudu (FRA)              | Groupama–FDJ             | + 0"       |
| 3      | Mattias Skjelmose Jensen (DEN) | Trek–Segafredo           | + 31"      |
| 4      | Victor Lafay (FRA)             | Cofidis                  | + 31"      |
| 5      | Romain Grégoire (FRA)          | Groupama–FDJ             | + 43"      |
| 6      | Felix Gall (AUT)               | AG2R Citroën Team        | + 43"      |
| 7      | Lorenzo Rota (ITA)             | Intermarché–Circus–Wanty | + 43"      |
| 8      | Guillaume Martin (FRA)         | Cofidis                  | + 51"      |
| 9      | Rui Costa (POR)                | Intermarché–Circus–Wanty | + 54"      |
| 10     | Pierre Latour (FRA)            | Team TotalEnergies       | + 54"      |